# Wapen van de Dominicaanse Republiek
Het wapen van de Dominicaanse Republiek toont een schild tussen een lauriertak (links), een palmtak (rechts) en twee linten. Op het bovenste lint staat het nationale motto Dios, Patria, Libertad ("God, Vaderland, Vrijheid"), op het onderste de officiële naam van de Dominicaanse Republiek in het Spaans.
Het schild is door middel van een wit kruis verdeeld in vier kwartieren: de vlakken linksboven en rechtsonder zijn blauw, de andere twee rood. De vlag van de Dominicaanse Republiek heeft ook een dergelijke kleurencombinatie. In het centrum van het schild staan een kruis en een bijbel afgebeeld; de bijbel ligt geopend op de bladzijde waar het Evangelie volgens Johannes, 8:32, staat. De tekst hier luidt Y la verdad os hará libres ("En de waarheid zal u bevrijden"). De bijbel en het kruis worden aan elke kant geflankeerd door drie speren, waarvan er twee de nationale vlag dragen.
Het wapen staat in het midden van de vlag van de Dominicaanse Republiek.
Antigua en Barbuda · Aruba · Bahama's · Barbados · Belize · Canada · Costa Rica · Cuba · Curaçao · Dominica · Dominicaanse Republiek · El Salvador · Grenada · Guatemala · Haïti · Honduras · Jamaica · Mexico · Nicaragua · Panama · Saint Kitts en Nevis · Saint Lucia · Saint Vincent en de Grenadines · Sint Maarten · Trinidad en Tobago · Verenigde Staten
Afhankelijke gebieden

Amerikaanse Maagdeneilanden · Anguilla · Bermuda · Britse Maagdeneilanden · Groenland · Guadeloupe · Kaaimaneilanden · Martinique · Montserrat · Navassa · Puerto Rico · Saint-Pierre en Miquelon · Turks- en Caicoseilanden